# ジェイソン・ルロ

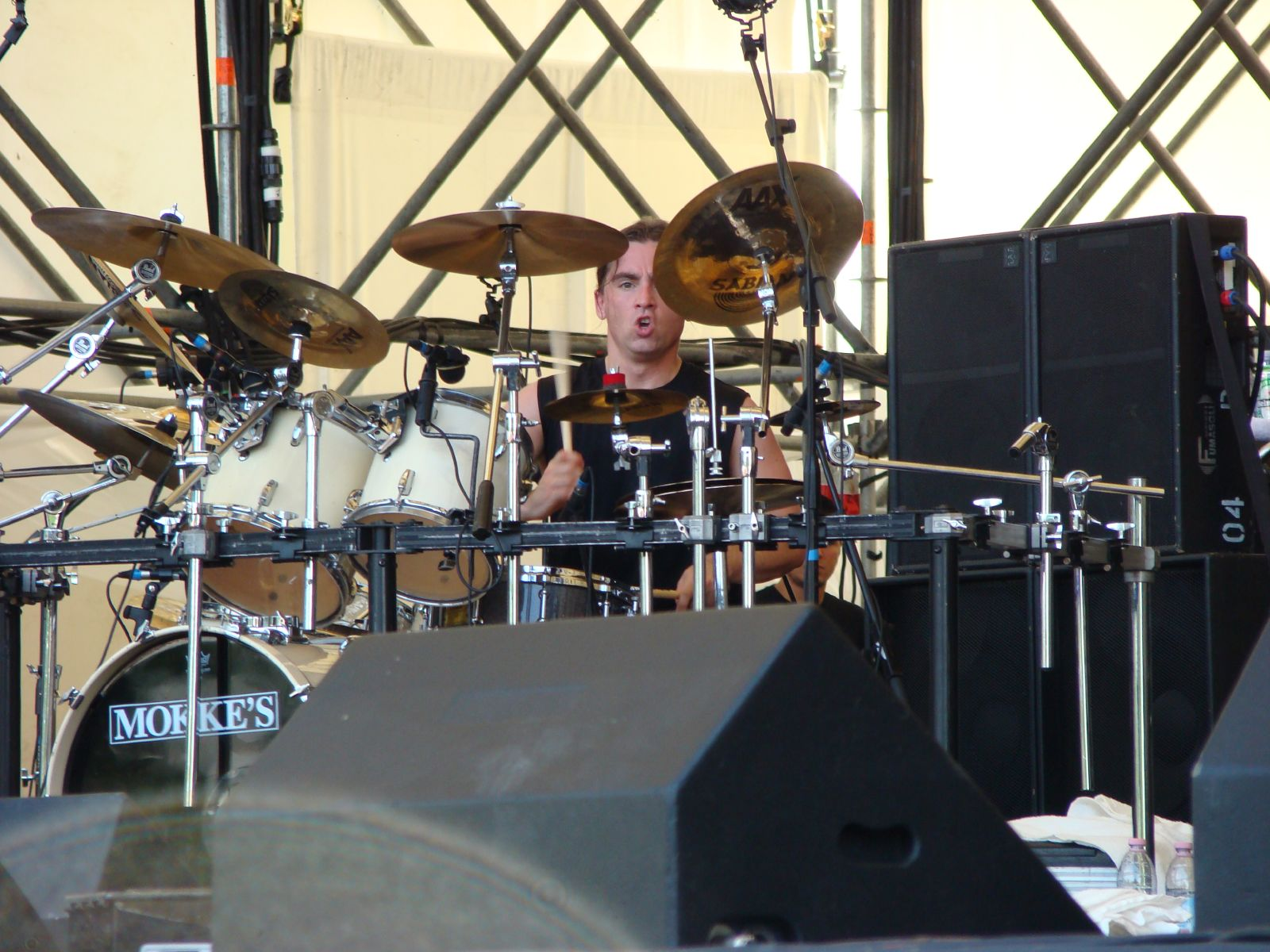
ジェイソン・ルロ

ジェイソン・ルロ（Jasson Rullo、1972年7月17日-）はアメリカのニュージャージー州ハッケンサック出身のドラマーである。1994年から4thアルバム「Twilight in Olympus」作成時を除いて現在までアメリカのプログレッシブ・メタル・ネオクラシカルメタルバンド、シンフォニー・エックスのメンバーである。

## 経歴
- 幼少期にピアノとギターを習うもの、手応えが無く、一時期楽器から興味を失った。
- 11歳の頃、母親にドラムスティックとパッドをプレゼントされ、徐々にドラマーとしてのセンスに目覚める。
- 少年期にパール製のドラムセットを入手しヴァン・ヘイレンやアイアン・メイデンのカバーバンドのメンバーとしてプレイした。
- カバーバンドを行うに連れ、幅広い音楽性を身につけ、プログレッシブ・ロックバンドのラッシュ、スラッシュメタルバンドのスレイヤーや、フランク・ザッパ、ジャズやフュージョンと様々なジャンルに影響を受けた。
- 高校生頃の放課後に、ドラム、パーカッションの専門的な教育を受け、理論性の高いテクニカルなドラムプレイを覚えるきっかけとなった。現在のシンフォニー・エックスのプログレッシブなプレイの屋台骨となるきっかけもここにあった。
- アメリカのドラム専門誌Modern Drummer誌でベストドラマー30の中の1人に選ばれた。このベスト30入りに際して、ドラムクリニックを開催するなど、知名度を上げている。
- 尊敬するドラマーは、テリー・ボジオ、スティーヴ・ガッド、サイモン・フィリップスらだという。
- 2013年2月に心不全で倒れ、緊急搬送されたがその後無事に退院するも4月のツアーに参加は出来ず、診断の結果リハビリの為半年近く活動休止を余儀なくされた[1]。

## プレイスタイル
- 前述のように、機械のように正確でテクニカルなドラムプレイが特徴。変拍子や複雑なフィルインを狂い無く叩き続ける。
- 一見ダブルバスドラムを用いたような、スピード感溢れるプレイを見せることがあるが、実は一つのバスドラムにツインペダルを併せたドラムセットを使用している。そのため、一見、音数に対して簡素なドラムセットに見られる時がある。これは、テクニカルドラマーにはあまり見られない珍しい編成であるが、同時に彼のトレードマークにもなっている。

## 関連事項
シンフォニー・エックス